# 沖野小百合
沖野 小百合（おきの さゆり、1976年2月5日 - ）は、日本の元女子プロレスラー。

## 所属
- LLPW（1995年 - 2011年）
- LLPW-X（2011年 - 2022年[1]）

## 経歴
1996年1月14日、LLPW（現：LLPW-X）後楽園ホール大会の対大向美智子戦でデビュー。
ヒールユニット「G-MAX」のメンバー。アイガーとタッグチーム「サキュバス」を結成。
2008年10月からケガにより長期欠場が続いていたが、2011年、東日本大震災をきっかけに故郷の愛媛へ戻り家族と暮らすことを決め、以降プロレス界からフェードアウト。所属団体名が変更された後も引き続き所属となっていた。地元の焼肉屋に勤務しているのをファンの方が見かけている。
2023年3月、遠藤美月が引退会見を行い、ともに選手契約が終了しており、9月に遠藤の引退興行への来場が発表された。
9月10日、後楽園ホールの遠藤美月・引退興行にて第一試合、アイガー&尾崎魔弓のセコンドとして、コスチュームと竹刀を持ち公の前に登場した（対戦相手は志田光、旧姓・広田さくら組）。全試合終了後、遠藤とリングに並びテンカウントからのコールを受け正式に引退した。

## 得意技
- みちのくドライバーII
- エクスプロイダー
- フィッシャーマンズスープレックス
- スパイダージャーマンスープレックス

## 入場曲
- SWEET JUNK, SWEET